# Paepalanthus melanthus
Paepalanthus melanthus är en gräsväxtart som beskrevs av Silveira. Paepalanthus melanthus ingår i släktet Paepalanthus och familjen Eriocaulaceae. Inga underarter finns listade i Catalogue of Life.